# 우발레

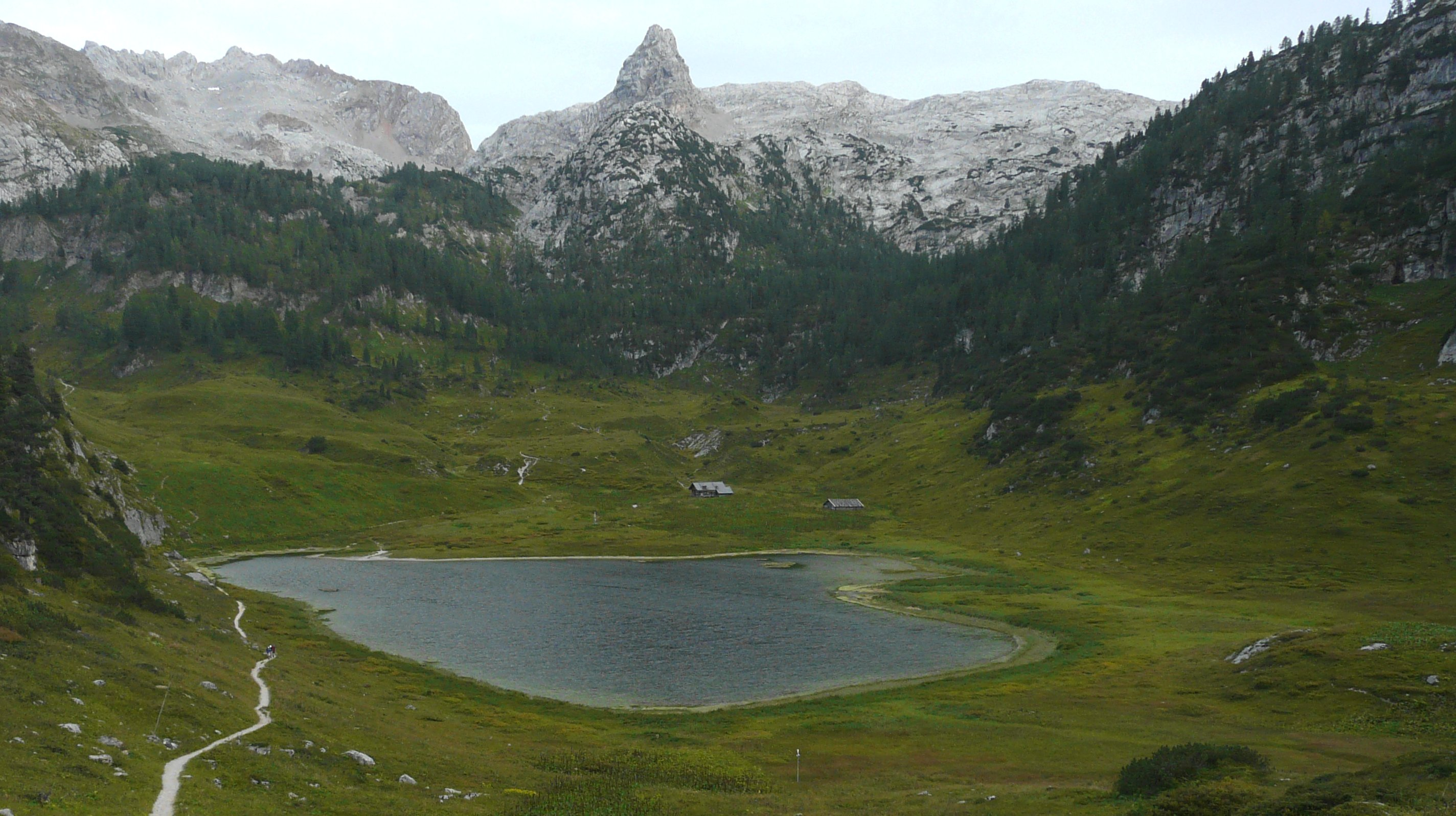
독일의 우발레.

우발레(uvale) 또는 우발라(uvala)는 작은 돌리네 몇 개가 이어져서 긴 와지를 이룬 것이다. 큰 우발레는 수 평방킬로미터의 면적을 차지하고 200 미터 깊이까지 꺼지기도 한다.
우발레가 이어지면 폴리에가 된다.